# بووم أوفرتشر
بوم أوفرتشر (بالإنجليزية: Boom Overture)‏؛ هي مشروع طائرة ركاب أسرع من الصوت، تتسع لنحو 65 إلى 88 راكبًا مع مدى طيران يبلغ 7870 كم، تعمل شركة بوم تكنولوجي لتصنيعها، ومن المقرر أن تدخل الخدمة في عام 2029. تدعي الشركة أن هناك 500 مسار مستقبلي للطائرة، بذلك سيكون هناك 1000 طائرة منها مرشحة للخدمة في الطيران المدني بأسعار درجة الأعمال. وقد بلغ عدد الالتزامات الموقعة مع الشركة بشأن الطائرة 76 التزامًا بحلول ديسمبر 2017.

## السرعة والمدى
من المخطط أن تبلغ سرعة طائرة «بووم أوفرتشر» 1.7 ماخ، أي ما يعادل 1000 عقدة أو 1800 كم/ساعة أو 1100 ميل في الساعة، بينما سيصل مدى طيرانها نحو 4250 ميلًا ملاحيًا، أي ما يعادل 7870 كم أو 4890 ميلًا.

## تصميمها
من المخطط أن تكون طائرة «بووم أوفرتشر» ذات جناح دلتا على غرار طائرة الكونكورد، وسوف تُصنّع بمواد مؤلفة، وقد كُشف في عام 2022 عن تعديلات في تصميم الطائرة لتُشغل بواسطة أربعة محركات عنفية مروحية بقوة 15000-20000 رطل، أي ما يعادل 67-89 كيلو نيوتن، وهي غير مزودة بوحدة حرق لاحق. وقد أُعلن أن التصميم قد يُعدّل للحد من التلوث الضوضائي المنبعث من عمليات الإقلاع والهبوط.
تكوين جناح المقدمة هو دلتا مركب تقليديًا للسحب الأسرع من الصوت ، وهو مصمم ليكون مثل نموذج مصغر 75٪ من كونكورد. لا تتميز ذراع الصوت منخفضة على عكس النقل الأسرع من الصوت الهادئ إس أيه أي (QSST) ، أو تقنية التدفق الأسرع من الصوت من ايريون AS2. نظرًا لانخفاض 1.5 نسبة العرض إلى الارتفاع ، يكون السحب منخفض السرعة مرتفعًا ، وتتطلب الطائرة دفعًا عاليًا عند الإقلاع. يحتاج Boom أيضًا إلى معالجة موقف أنف الطائرة عند الهبوط. من المتوقع أن تكون تكاليف الصيانة مماثلة لتلك الخاصة بطائرات ألياف الكربون الأخرى. يجب أن تعمل المقدمة بربع تكاليف كونكورد من خلال الاعتماد على محركات جافة (بدون احتراق) ، وهيكل مواد مؤلفة خفيفة وتكنولوجيا محسنة منذ تطوير الكونكورد. ستزن الطائرة ذات 55 مقعدًا 77100 كيلوغرام (170،000 رطل)  يجب أن يكون طولها 170 قدم (52 متر) بعرض 60 قدم (18 متر) ويمكن أن تستوعب 45 راكبًا ، بما في ذلك 10 في الدرجة الأولى أو 55 . في عام 2021 قدمت بووم طولًا أطول يبلغ 205 قدمًا (62 مترًا) بسعة 65 إلى 88 راكب. . لم يتم الكشف عن التغييرات في أقصى وزن للإقلاع أو دفع المحرك المطلوب.

## السوق
تقول الشركة إن خمسمائة مسار يومي سيكون قابلاً للتطبيق: عند سرعة1.7 ماخ فوق الماء ، ستكون المسافة بين نيويورك / نيوارك ولندن 3 ساعات و 30 دقيقة ؛ سوف تفصل بين نيوارك وفرانكفورت 4 ساعات. مع مدى يبلغ 4500 ميل (8300 كم) ، ستتطلب الرحلات الجوية العابرة للمحيطات توقفًا للتزود بالوقود: ستكون سان فرانسيسكو وطوكيو تفصل بينهما 6 ساعات. قد يكون هناك سوق لـ 1000 طائرة أسرع من الصوت بحلول عام 2035. تستهدف بووم سعرًا بقيمة 200 مليون دولار للطائرة ، ولا يشمل الخيارات والتأثيث الداخلي ، في عام 2016 بالدولار. تدعي الشركة أن التكاليف التشغيلية لكل ميل مقعد ممتاز متاح ستكون أقل من الطائرات ذات الجسم العريض دون سرعة الصوت. سيكون حجم مصنع بووم لتجميع ما يصل إلى 100 طائرة سنويًا لسوق محتمل يتكون من 1000 إلى 2000 طائرة على مدار 10 سنوات.
تستهدف بووم أجرة 5000 دولار لرحلة ذهاب وعودة من نيويورك إلى لندن ، في حين أن التكلفة نفسها في كونكورد كامن تتكلف 20000 دولار معدلة للتضخم ؛ كان طريقها الوحيد المربح. [8] يتيح احتراق الوقود نفسه أسعارًا مماثلة لفئة رجال الأعمال دون سرعة الصوت من بين عوامل أخرى.
```
بالنسبة للطرق بعيدة المدى مثل سان فرانسيسكو - طوكيو ولوس أنجلوس - سيدني ، يمكن اقتراح 30 مقعدًا من الدرجة الأولى مستلقية إلى جانب 15 مقعدًا في درجة رجال الأعمال.
[
19
]
```

في مارس 2016 ، أكد ريتشارد برانسون أن مجموعة فيرجن لديها خيارات لشراء 10 طائرات ، وستساعد شركة Spaceship Company التابعة لشركة Virgin Galactic في تصنيع واختبار الطائرة. تمتلك حاملة طائرات أوروبية لم تذكر اسمها أيضًا خيارات لـ 15 طائرة ؛ مجموع الصفقتين 5 مليارات دولار. في معرض باريس الجوي لعام 2017 ، تمت إضافة 51 التزامًا لتراكم 76 مع إيداعات كبيرة. [9] في ديسمبر 2017 ، تم التأكيد على أن الخطوط الجوية اليابانية طلبت مسبقًا ما يصل إلى 20 طائرة من بين الالتزامات إلى 76 من خمس شركات طيران. [3] يعتقد الرئيس التنفيذي للشركة بلاك شول ،أن 2000 طائرة أسرع من الصوت ستربط 500 مدينة ووعد بـ 2000 جنيه إسترليني لسفرية لندن ونيويورك في اتجاه واحد ، مقارنة بفئة رجال الأعمال دون سرعة الصوت الحالية.
في 3 يونيو 2021 ، أعلنت الخطوط الجوية المتحدة أنها وقعت اتفاقية لشراء 15 طائرة مقدمة مع 35 خيارًا إضافيًا ، متوقعين بدء رحلات الركاب بحلول عام 2029. في 16 أغسطس 2022 ، أعلنت الخطوط الجوية الأمريكية عن اتفاقية لشراء 20 طائرة مقدمة مع 40 خيارًا إضافيًا.

## المحركات
المقال الرئيسي: بوم سيمفوني
Boom Symphony هو محرك توربوفان متوسط الدوران ثنائي البكرة قيد التطوير للاستخدام في المقدمة. تم تصميم المحرك لإنتاج 35000 رطل (160 كيلو نيوتن) من الدفع عند الإقلاع والحفاظ على الطواف الفائق عند سرعة 1.7 ماخ ، وحرق وقود الطيران المستدام حصريًا.
سيتم إجراء تطوير المحرك بالشراكة مع شركة Florida Turbine Techonologies التابعة "لشركة كراتوس " لتصميم المحرك ، وفرع جنرال إلكتريك GE Additive لاستشارات التصنيع الإضافي ، وشركة StandardAero للصيانة. تهدف شركة بووم إلى بدء الإنتاج الأولي للمحرك في عام 2024 في مصنع أوفرتشر في جرينسبورو بولاية نورث كارولينا.

## المواصفات
البيانات من Boom
الخصائص العامة
- سعة: 65 إلى 80 راكب
- طول: 201 قدم (61 م)
- باع الجناح: 60[13] قدم (18 م)

أداء
- الإقلاع الميداني المتوازن: 10,000 قدم (3,048 متر)[23]

## وصلات خارجية
- الموقع الرسمي